# مارغريت ماير
مارغريت ثيودورا ماير (بالإنجليزية: Margaret Meyer)‏ (سبتمبر 1862 - 27 يناير 1924)، المعروف أيضاً باسم مود ماير، كانت عالمة رياضيات بريطانية. كانت واحدة من أوائل مديري الدراسات في الرياضيات، وواحدة من أوائل أعضاء جمعية لندن للرياضيات. في عام 1916، كانت واحدةً من أولى النساء اللاتي انتخبن كزملاء في الجمعية الفلكية الملكية.

## حياتها
وُلدت ماير في سترابان، تيرون، أيرلندا، لتيودور جوناه مايار، الوزير المشيخي، وزوجته جين آن. كان لديها أخ أكبر، السير ويليام ستيفنسون ماير، الذي شغل منصب المفوض السامي الأول للهند. قضت ماير معظم طفولتها في إيطاليا. التحقت بمدرسة شمال لندن الجامعية للبنات، ثم التحقت بكلية جيرتون في كامبردج في عام 1879، وتخرجت بمرتبة رانجل الـ 15 في الرياضيات 1882. في عام 1907، حصلت على درجة الماجستير من كلية ترينتي في دبلن. 
درست ماير في مدرسة نوتينغ هيل الثانوية في لندن من عام 1882 حتى عام 1888، ثم أصبحت محاضرةً مقيمة للرياضيات في كلية جيرتون، حيث شغلت منصبها هناك لمدة 30 عاماً. خلال الحرب العالمية الأولى، قامت ماير بالأعمال الحسابية لمكتب الحرب البريطاني في وقت فراغها. وفي عام 1918، استقالت من العمل في الكلية وبدأت العمل في وزارة الطيران البريطانية، المختصة ببناء وتصميم الطائرات.
كانت ماير مهتمة بعلم الفلك، وذلك كجزءٍ من شهادتها المتعلقة بعلم الفلك الرياضي. قامت بالكثير من الأعمال غير المنشورة حول هذا الموضوع. في عام 1916، كانت واحدة من أوائل النساء اللاتي تم انتخابهن في الجمعية الفلكية الملكية إلى جانب أليس غريس كوك، وفيميتا ويلسون، وإيلا تشيرش، وماري بلاغ، وايرين اليزابيث توي وارنر.

## نشاطاتها الأخرى
أشرفت على طلاب النحت وشاركتهم في نحت ألواح البلوط حول مذبح الكنيسة الصغيرة في كلية جيرتون. كان لديها أيضاً شغف بتسلق الجبال، وكانت عضوةً ثم رئيسة لنادي الألب للسيدات.

## وفاتها
توفيت ماير في حادث تصادم مع حافلة أثناء ركوبها الدراجة في عام 1924. في وصيتها، قررت منح 2000 جنيه إسترليني لكلية جيرتون لصالح طالبات الرياضيات، و1000 جنيه إسترليني إضافي، ومجموعة من كتب الرياضيات.